# Atacamit
Atacamit là một khoáng vật halide của đồng: nó là đồng(II) chloride hydroxide với công thức Cu2Cl(OH)3. Nó được Dmitri de Gallitzin mô tả lần đầu tiên cho các khoáng sàng trong sa mạc Atacama ở Chile vào năm 1801. Sa mạc Atacama là nguồn gốc cho tên gọi của khoáng vật này.

## Từ nguyên
Atacamit được nhà thám hiểm Dombey phát hiện lần đầu tiên trong sa mạc Atacama. Tuy nhiên, khoáng vật này ban đầu được biết đến dưới các tên gọi mang tính mô tả khác nhau như cát đồng (kupfersand), cát đồng axit clohydric (salzsaurer kupfersand), cát lục Peru (grüner sand aus Peru) hay quặng sừng đồng (kupferhornerz).
Tên gọi hiện tại, atacamit, được Johann Friedrich Blumenbach đặt năm 1802 theo địa điểm điển hình của nó.

## Biểu hiện
Atacamit là đa hình với botallackit, clinoatacamit và paratacamit. Atacamit là khoáng vật tương đối hiếm, hình thành từ các khoáng vật đồng nguyên sinh trong đới oxy hóa hay phong hóa của các khu vực khí hậu khô cằn. Nó cũng được thông báo như là thăng hoa núi lửa từ các chất lắng đọng của lỗ phun khí núi lửa, như là các sản phẩm biến đổi sulfide trong các ống khói đen. Khoáng vật này cũng được tìm thấy trong tự nhiên trên các khoáng sàng đồng oxy hóa ở Chile, Trung Quốc, Nga, Cộng hòa Séc, Arizona và Australia. Nó xuất hiện cùng với cuprit, brochantit, linarit, caledonit, malachit, chrysocolla và các đa hình của nó.
Người ta cũng phát hiện thấy atacamit là thành phần trong hàm của một số loài giun nhiều tơ thuộc chi Glycera.

### Tổng hợp
Atacamit được phát hiện có trong lớp gỉ đồng của tượng Nữ thần Tự do, cũng như là sản phẩm biến đổi của các cổ vật khảo cổ chế tạo từ đồng và đồng thanh. Khoáng vật này cũng được tìm thấy trong thành phần chất nhuộm trong điêu khắc, sách chép tay, bản đồ và bích họa được phát hiện tại lục địa Á-Âu, Nga và Ba Tư.

## Nhóm atacamit
Tên gọi nhóm atacamit là để chỉ một nhóm khoáng vật, bao gồm atacamit, botallackit, clinoatacamit, gillardit, haydeeit, herbertsmithit, hibbingit, iyoit, kapellasit, kempit, leverettit, misakiit, paratacamit, paratacamit-(Mg), paratacamit-(Ni), tondiit và Cu-Zn chloride hydroxide không tên.

## Hình ảnh

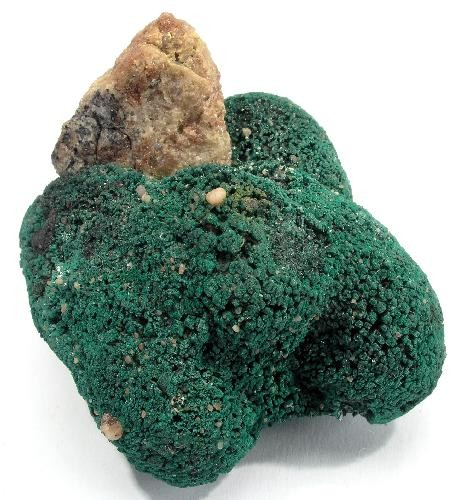
Atacamit từ núi Gunson, Nam Úc.
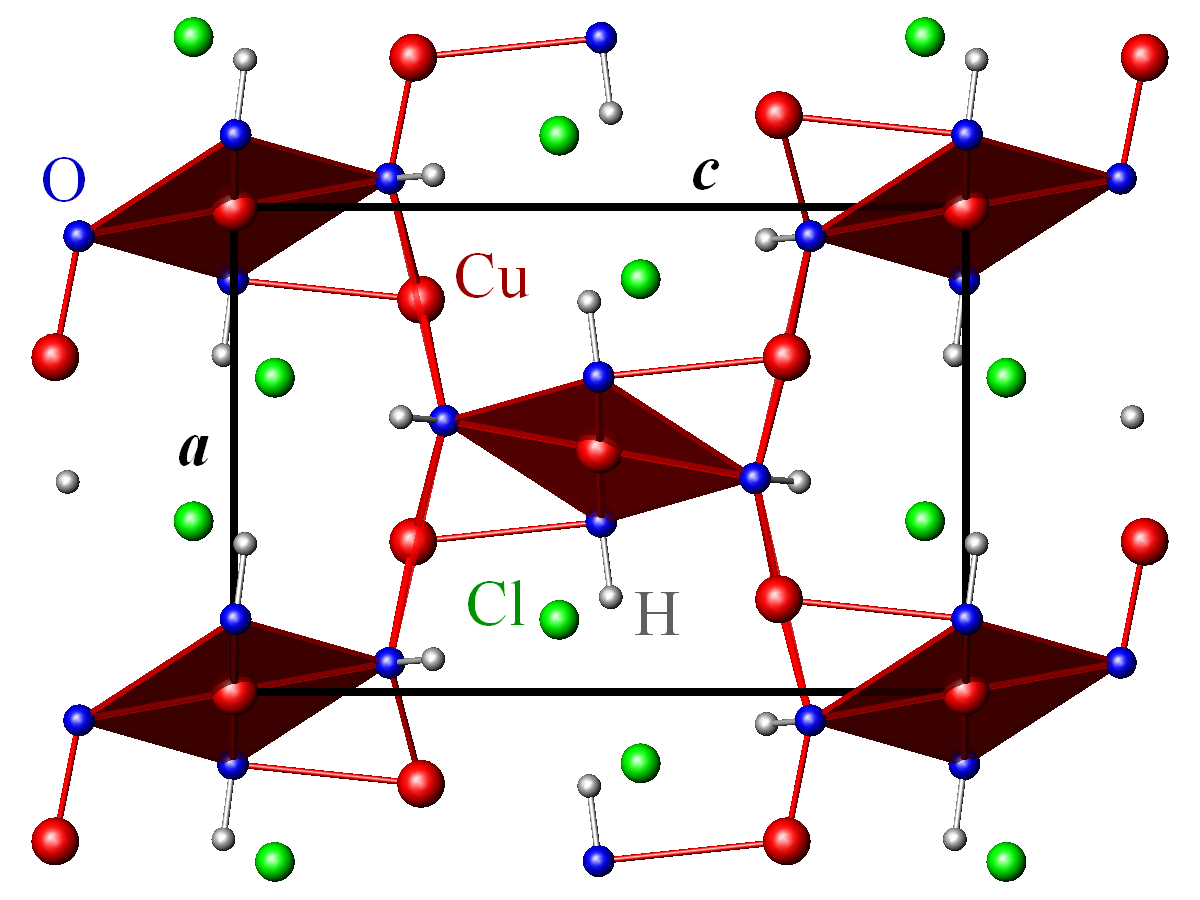
Sơ đồ cấu trúc.